# Anna Petrovna Romanova
La granduchessa Anna Petrovna di Russia, Cesarevna di Russia (in russo Анна Петровна?; Mosca, 27 gennaio 1708 – Kiel, 4 marzo 1728), è stata granduchessa di Russia.

## Biografia

### Famiglia d'origine
Anna Petrovna era figlia dell'imperatore Pietro I di Russia (1672-1725) e dell'imperatrice Caterina I di Russia (1683-1727). Sua sorella Elisabetta governò come imperatrice tra il 1741 e il 1761, mentre suo figlio Pietro, governò per sei mesi nel 1762 con il nome di Pietro III.
Anna, secondo quanto riportarono i suoi contemporanei, parlava correttamente il francese, il tedesco, l'italiano e lo svedese, era una giovane intelligente e ben istruita. Amava molto i bambini e si prese cura del nipote Pëtr Alekseevič, figlio di suo fratello maggiore Alessio e di Carlotta Cristina di Brunswick-Wolfenbüttel, che era stato ignorato e dimenticato durante il regno di Caterina I.
Nata fuori dal matrimonio, venne legittimata dalle nozze dei genitori, celebrate nel 1712. A causa della sua illegittimità Anna si vide rifiutare diverse alleanze matrimoniali, fino a quando venne accettata da Carlo Federico di Holstein-Gottorp (1700–1739), figlio del duca Federico IV di Holstein-Gottorp (1671-1702) e della duchessa Edvige Sofia di Svezia (1681-1708) e nipote del re Carlo XII di Svezia, che non aveva figli.

Nel marzo del 1721 Carlo Federico arrivò in Russia per conoscere la futura sposa e suo padre. Egli progettava di utilizzare il suo matrimonio nell'intento di ottenere l'appoggio della Russia per assicurarsi il trono della Svezia contro le pretese della Danimarca. Ma, secondo gli accordi del Trattato di Nystad del settembre successivo, la Russia accettò di non interferire negli affari interni della Svezia e pertanto le sue speranze svanirono.

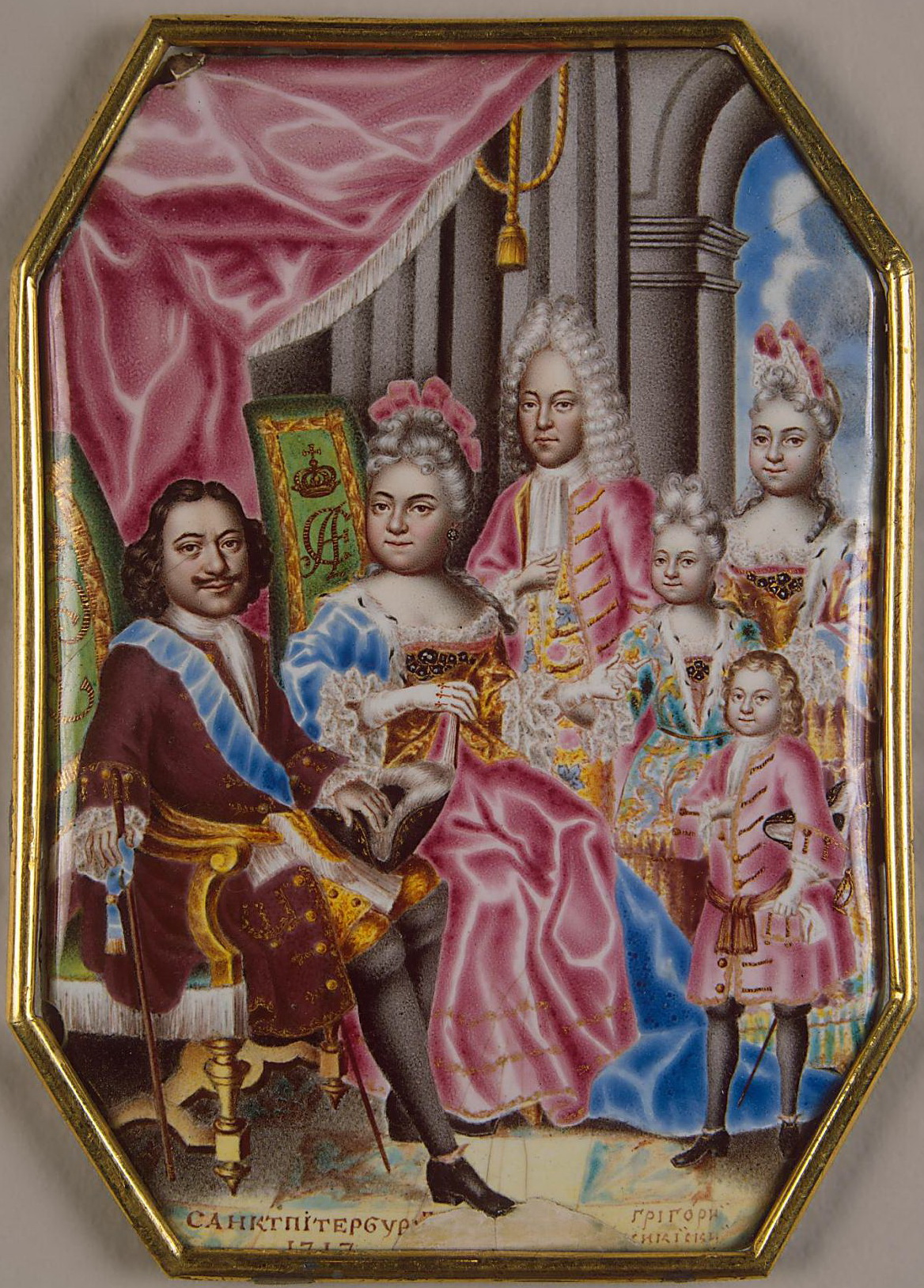
La famiglia di Pietro il Grande

Il 24 novembre 1724 venne firmato il contratto matrimoniale, nel quale Anna e Carlo Federico rinunciarono a reclamare il trono russo per se stessi e anche per la loro discendenza. A seguito di questa clausola, Pietro il Grande ottenne il diritto di nominare il suo successore, mentre Carlo Federico si impegnò ad eseguire la volontà imperiale senza condizioni.
Pietro il Grande, che morì improvvisamente il 28 gennaio 1725, sul letto di morte chiese di vedere la figlia Anna, ma quando la granduchessa arrivò il padre non era più in grado di parlare.

### Matrimonio
Anna e Carlo Federico si sposarono il 21 maggio del 1725, nella cattedrale della Trinità di San Pietroburgo. Carlo Federico venne ammesso a far parte del nuovo Consiglio Segreto Supremo ed esercitò una moderata influenza nella politica russa nel periodo caotico che caratterizzò la storia della Russia dopo la morte di Pietro il Grande, conosciuto come l'epoca delle rivoluzioni di palazzo.
Dopo la morte di Caterina I la sua posizione si fece più precaria e si scontrò con Aleksandr Danilovič Menšikov, tutore del nipote Pietro II, che era succeduto all'imperatrice, il quale sperava che il giovane imperatore sposasse sua figlia. Dopo una disputa con Menšikov, Carlo Federico dovette fare ritorno nell'Holstein il 2 luglio 1727.
Fu qui, nella città di Kiel, che Anna, il 4 marzo 1728, morì qualche giorno dopo aver dato alla luce il figlio Pietro, futuro imperatore di Russia e progenitore della dinastia dei Romanov del XIX secolo. Prima di morire Anna disse che desiderava essere sepolta in Russia. Venne inumata il 12 novembre dello stesso anno nella tomba dei suoi avi nella cattedrale dei Santi Pietro e Paolo di San Pietroburgo.

## Ascendenza
|                               |                  |                                | Genitori                        |  |  | Nonni |  |  | Bisnonni          |  |  | Trisnonni             |  |
|                               |                  |                                |                                 |  |  |       |  |  | Michele di Russia |  |  | Fëdor Nikitič Romanov |  |
|                               |                  |                                |                                 |  |  |       |  |  | Michele di Russia |  |  | Fëdor Nikitič Romanov |  |
|                               |                  | Ksenija Ivanovna Šestova       |                                 |  |  |       |  |  | Michele di Russia |  |  |                       |  |
| Alessio I di Russia           |                  |                                |                                 |  |  |       |  |  | Michele di Russia |  |  |                       |  |
|                               |                  | Evdokija Luk'janovna Strešnëva | Luk'jan Stepanovič Strešnëv     |  |  |       |  |  |                   |  |  |                       |  |
|                               |                  | Evdokija Luk'janovna Strešnëva | Luk'jan Stepanovič Strešnëv     |  |  |       |  |  |                   |  |  |                       |  |
|                               |                  | Evdokija Luk'janovna Strešnëva | Anna Konstantinovna Volkonskaja |  |  |       |  |  |                   |  |  |                       |  |
| Pietro I di Russia            |                  | Evdokija Luk'janovna Strešnëva |                                 |  |  |       |  |  |                   |  |  |                       |  |
|                               |                  | Kirill Poluektovič Naryškin    | Polouektov Ivanovič Naryškin    |  |  |       |  |  |                   |  |  |                       |  |
|                               |                  | Kirill Poluektovič Naryškin    | Polouektov Ivanovič Naryškin    |  |  |       |  |  |                   |  |  |                       |  |
|                               |                  | Kirill Poluektovič Naryškin    | …                               |  |  |       |  |  |                   |  |  |                       |  |
| Natal'ja Kirillovna Naryškina |                  | Kirill Poluektovič Naryškin    |                                 |  |  |       |  |  |                   |  |  |                       |  |
|                               |                  | Anna Leont'evna Leont'eva      | Leontij Dmitr'evič Leont'ev     |  |  |       |  |  |                   |  |  |                       |  |
|                               |                  | Anna Leont'evna Leont'eva      | Leontij Dmitr'evič Leont'ev     |  |  |       |  |  |                   |  |  |                       |  |
|                               |                  | Anna Leont'evna Leont'eva      | Praskòv'ja Ivanovna Leont'ev    |  |  |       |  |  |                   |  |  |                       |  |
| Anna Petrovna Romanova        |                  | Anna Leont'evna Leont'eva      |                                 |  |  |       |  |  |                   |  |  |                       |  |
|                               | Bernt Skowroński | N. Skowroński                  |                                 |  |  |       |  |  |                   |  |  |                       |  |
|                               | Bernt Skowroński | N. Skowroński                  |                                 |  |  |       |  |  |                   |  |  |                       |  |
|                               | Bernt Skowroński | …                              |                                 |  |  |       |  |  |                   |  |  |                       |  |
| Bernt Samuel Skowroński       | Bernt Skowroński |                                |                                 |  |  |       |  |  |                   |  |  |                       |  |
|                               |                  | Eufemia                        | …                               |  |  |       |  |  |                   |  |  |                       |  |
|                               |                  | Eufemia                        | …                               |  |  |       |  |  |                   |  |  |                       |  |
|                               |                  | Eufemia                        | …                               |  |  |       |  |  |                   |  |  |                       |  |
| Caterina I di Russia          |                  | Eufemia                        |                                 |  |  |       |  |  |                   |  |  |                       |  |
|                               |                  | Henrik Anton Moritz            | N. Moritz                       |  |  |       |  |  |                   |  |  |                       |  |
|                               |                  | Henrik Anton Moritz            | N. Moritz                       |  |  |       |  |  |                   |  |  |                       |  |
|                               |                  | Henrik Anton Moritz            | …                               |  |  |       |  |  |                   |  |  |                       |  |
| Elisabeth Eufemia Moritz      |                  | Henrik Anton Moritz            |                                 |  |  |       |  |  |                   |  |  |                       |  |
|                               |                  | Elisabeth Dorothea Tallberg    | Johan Christiansson Tallberg    |  |  |       |  |  |                   |  |  |                       |  |
|                               |                  | Elisabeth Dorothea Tallberg    | Johan Christiansson Tallberg    |  |  |       |  |  |                   |  |  |                       |  |
|                               |                  | Elisabeth Dorothea Tallberg    | Catharina Meck                  |  |  |       |  |  |                   |  |  |                       |  |
|                               |                  | Elisabeth Dorothea Tallberg    |                                 |  |  |       |  |  |                   |  |  |                       |  |